# Bilal Baig
Bilal Baig es una persona profesional de la escritura y actuación canadiense cuyo pronombre es el neutro, elle, y se le conoce por su obra Acha Bacha y la serie de televisión Sort Of. Acha Bacha, que se centra en una persona pakistaní-canadiense genderqueer que lucha por reconciliar su género con su educación musulmana, se representó en una producción conjunta de Theatre Passe Muraille y Buddies in Bad Times en 2018. 
Baig ha cocreado y ha sido coguionista y protagonista de Sort Of, una serie de comedia de CBC Television centrada en un personaje de género fluido. Baig es la primera persona que se dedica a la actuación, de religión musulmana, queer sudasiática en protagonizar una serie de televisión canadiense en horario estelar. La serie se estrenó en CBC en 2021.
Aunque Sort Of fue el principal ganador en general en las categorías de televisión en los décimos Canadian Screen Awards en 2022, Baig se negó notablemente a presentarse para su consideración debido a la división de género entre Mejor actor y Mejor actriz en una serie de comedia. La Academia de Cine y Televisión Canadiense anunció posteriormente que a partir de la 11.ª edición de los Canadian Screen Awards en 2023, se entregarían premios de género neutro a la Mejor Actuación en lugar de categorías separadas por género de actor y actriz.

## Créditos teatrales
| Año  | Título     | Papel      | Teatro                | Director      | Referencias |
| ---- | ---------- | ---------- | --------------------- | ------------- | ----------- |
| 2018 | Acha Bacha | Dramaturgo | Teatro Passe Muraille | Brendan Healy | [ 7 ]       |

## Filmografía

### Televisión
| Año  | Título  | Papel        | Notas                |
| ---- | ------- | ------------ | -------------------- |
| 2021 | Sort Of | Sabi Mehboob | Protagonista/Creador |